# چشمه (فیلم ۲۰۰۶)
سرچشمه یا چشمه (به انگلیسی: The Fountain) فیلمی به کارگردانی دارن آرونوفسکی و با بازی هیو جکمن و ریچل وایس محصول ۲۰۰۶ آمریکا است که در ۲۲ نوامبر ۲۰۰۶ منتشر شد.

## خلاصه داستان
فیلم از سه داستان موازی تشکیل شده‌است که در انتها به هم می‌پیوندند. فیلم با داستان یک جنگاور اسپانیایی به نام توماس (هیو جکمن) آغاز می‌شود. او در جنگلهای محل زندگی مایاها به دستور ملکه ایزابل (راشل وایز) به دنبال درخت حیات است. داستان دوم به زندگی دکتر تام کرئو (هیو جکمن) می‌پردازد که به دنبال درمانی برای سرطان می‌گردد تا همسرش ایز (ریچل وایز) را از مرگ نجات دهد. در داستان سوم روایت مردی است که در فضایی ناشناخته درون حبابی به همرا یک درخت خشک و کهنسال شناور است.